# Brackley (Isla del Príncipe Eduardo)
Brackley es un municipio rural canadiense situado en la provincia de Isla del Príncipe Eduardo.

## Superficie
Brackley tiene una superficie de 18,75 km².

## Demografía
En 2021, tenía 586 habitantes, una densidad poblacional de 31,3 hab./km², y 240 viviendas.